# Ayden Mayeri
Ayden Mayeri (* 1. Oktober 1990 in Oakland, Kalifornien) ist eine US-amerikanische Schauspielerin und Autorin.

## Leben
Ayden Mayeri, die iranischer Abstammung ist, besuchte die High School und wurde danach von Ben Affleck entdeckt, in dessen Film Argo sie 2012 ihr Leinwand-Debüt gab. Sie übernahm darin die Rolle einer Flugbegleiterin. In den folgenden Jahren trat sie in zahlreichen TV-Serien und mehreren Filmen auf, ihr Schaffen umfasst mehr als 50 Produktionen.
Seit 2018 ist sie mit dem Drehbuchautor und Produzenten M. Miller Davis verheiratet.

## Filmografie (Auswahl)
- 2015: We Are Your Friends
- 2016: New Girl
- 2018: Alex Strangelove
- 2019: Mr. Griffin – Kein Bock auf Schule (A.P. Bio)[2]
- 2022: Gib’s zu, Fletch (Confess, Fletch)
- 2022: Spin Me Round
- 2023: Jemand, den ich mal kannte (Somebody I Used to Know)
- 2024: Ein Jackpot zum Sterben! (Jackpot!)